# Четыре великих изобретения
Четыре великих китайских изобретения — общее именование изобретённых в Китае в Средние века компаса, пороха, бумаги и книгопечатания, предложенное крупнейшим британским исследователем китайской науки Джозефом Нидэмом по аналогии с уже существовавшим в китайской культуре устойчивым выделением «четырёх классических романов», «четырёх великих красавиц» и других.
- Магнитное приспособление для определения сторон света в дневное время суток впервые упоминается в китайской книге 1044 года. Усовершенствованный компас был обстоятельно описан Шэнь Ко в сочинении, датируемом 1088 годом[1].
- В военном трактате «У-цзин цзун-яо» (1044) описаны различные способы изготовления пороха с содержанием селитры от 27 до 50 процентов. Во времена Хубилая (1260—1294) взрыв склада боеприпасов в Янчжоу унёс жизни ста стражников. Уже в то время китайцы использовали подобие чугунных гранат, начинённых порохом.
- Изобретение бумаги приписывается Цай Луню, придворному чиновнику династии Хань, который около 105 года изготовил лист бумаги из волокон шелковичного дерева и отходов производства пеньки. Между тем археологи нашли в окрестностях Дуньхуана фрагменты бумаги, датированные 8 годом нашей эры. Первоначально китайская бумага использовалась для упаковки, в эпоху Троецарствия её стали применять для письма, при династии Тан появилась туалетная бумага и бумажные мешочки для упаковки чая, при династии Сун — бумажные деньги.
- Техника печатания деревянных гравюр была известна в Китае с IX века, техника печати изображений на ткани — с III века. По сообщению Шэнь Ко, начало книгопечатанию положил обычный ремесленник Би Шэн (990—1051), который ввёл в употребление подвижные литеры из обожжённой глины. Ван Чжэнь (ум. 1333) использовал для печатания текста деревянные литеры, а Хуа Суй (1439—1513) изобрёл подвижные литеры из металла.

## Галерея
- Схема компаса моряка династии Мин
- Ручница времен династии Юань, около 1300-х годов
- Обёрточная бумага из конопли, династия Хань, около 100 года до н. э.
- Замысловатый фронтиспис Алмазной сутры, династия Тан, 868 год (Британский музей)
- Танцующие коробки, представляющие собой печатные блоки подвижного типа на Церемонии открытия летних Олимпийских игр 2008.